# 2. SS-Panzer-Division Das Reich
De 2. SS-Panzer-Division Das Reich was een divisie van de Waffen-SS. De eenheid werd op 19 oktober 1939 opgericht en werd met de overgave van Duitsland op 8 mei 1945 opgeheven. De divisie werd berucht door massamoorden op Franse burgers, vooral het Bloedbad van Oradour-sur-Glane en het Bloedbad van Tulle, beide in juni 1944. Eén divisieregiment, 'Der Führer', streed in Nederland in mei 1940 bij de Grebbeberg.
De divisie deed dienst vanaf de invasie van Frankrijk en nam deel aan meerdere grote slagen aan het Oostfront (waaronder de voor Duitsland vernietigende Slag om Koersk), voor dat zij teruggeroepen werd richting Frankrijk en deelnam aan de gevechten in Normandië bij de invasie in 1944, de Slag om de Ardennen in december 1944 en de laatste hopeloze gevechten in Hongarije en Oostenrijk.
Het symbool van Das Reich was een wolvenhaak of Wolfsangel. De divisie was een component van de Waffen-SS en werd schuldig bevonden aan oorlogsmisdaden in de Processen van Neurenberg.

## Geschiedenis

### Begin van de oorlog en de SS-Verfügungstruppe
In augustus 1939 plaatste Adolf Hitler de SS-Verfügungstruppe (SS-VT) onder operationeel bevel van het Oberkommando der Wehrmacht (OKW). Bij aanvang van de oorlog waren er vier SS-regimenten bewapend: Leibstandarte, Deutschland, Germania en het nieuwgevormde regiment van Oostenrijk, Der Führer (hoewel Der Führer nog niet helemaal gevechtsklaar was).
Gebeurtenissen tijdens de invasie van Polen lieten vragen rijzen over de gevechtseffectiviteit van de SS-VT. Hun bereidheid om te vechten was nooit te betwijfelen, op momenten waren ze zelfs te gretig om te strijden. Het OKW berichtte dat de SS-VT zich onnodig had blootgesteld aan risico's en onverantwoord handelde, wat zorgde voor grotere verliezen dan de legertroepen. Ze verklaarden ook dat de eenheid zwak was getraind en dat de officieren ongeschikt waren om het bevel te voeren. Ter verdediging drongen de SS-VT erop aan dat ze belemmerd werden, dat ze opgesplitst moesten vechten in plaats van in één formatie en dat ze onvoldoende werden bewapend om uit te voeren wat hen opgedragen werd. Heinrich Himmler drong erop aan dat de SS-VT toestemming moesten krijgen in hun eigen formaties te vechten, onder hun eigen bevelhebbers, terwijl het legerbevel probeerde de SS-VT te ontbinden. Hitler, die het leger of Himmler niet van streek wilde maken, koos een ander pad. Hij beval dat de SS-VT hun eigen divisies mochten vormen maar dat die onder het legerbevel zouden staan.
In oktober 1939 werden de Deutschland, Germania en Der Führer gereorganiseerd in de 'SS-Verfügungs Division; het Germania regiment werd toebedeeld aan een andere divisie SS-Panzer-Division Wiking, en een nieuw derde regiment werd gevormd (SS Regiment 11). Samen met de twee bestaande regimenten in de SS-Verfungungs Division namen ze deel aan de campagnes in het westen tegen de Lage landen en Frankrijk in 1940. Ze kwamen voor het eerst in actie in de voornaamste slag aan het Nederlands centraal front (Grebbeberg) en Rotterdam. Nadat Rotterdam was gebombardeerd, onderschepte de divisie bij Breda, samen met andere divisies, een Franse strijdmacht en dwong hen zich terug te trekken richting Zeeland en Antwerpen. Ze werden verder gebruikt om klein verzet op te ruimen in de al veroverde gebieden. De divisie werd daarna overgeplaatst naar Frankrijk en hielp daar een stevig verdedigd kanaallijnfront te breken en nam deel aan de rit naar Parijs. Op het einde van de campagne, was het al vooruitgeschoven tot aan de Spaanse grens.

### 1941: Oorlog in het oosten

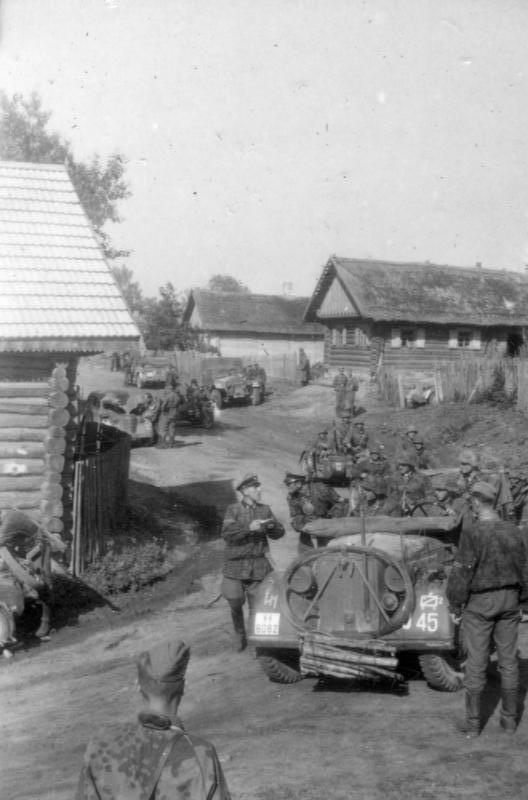
Sovjet-Unie, juni 1941

Gedurende de periode na de val van Frankrijk werd de divisie gestationeerd in Frankrijk, zich voorbereidend voor de invasie van Engeland. In het najaar van 1940 lag de divisie ingekwartierd in Het gebied tussen Kleve in Duitsland en Doetinchem in Nederland. De divisie werd later overgeplaatst naar Roemenië om deel te nemen aan de invasie van Joegoslavië en Griekenland in maart 1941. In april 1941 nam Das Reich deel aan de succesvolle verovering van Belgrado, de hoofdstad van Joegoslavië.
In de ochtend van 12 april 1941 naderden SS Hauptsturmführer Fritz Klingenberg en leden van zijn gemotoriseerde aanvalscompagnie Belgrado van Pančevo langs de kant van de zijrivier van de Donau. Kort nadat ze in de stad waren aan gekomen ontmoette Klingenberg een groep van twintig Joegoslavische soldaten, en zonder één schot af te vuren gaven de Joegoslaven zich over. Met wat aangekomen versterkingen behield Das Reich de stad ondanks enkele tegenaanvallen en ontrolde een groot hakenkruis en hing dit op bij de ambassade om duidelijk te maken dat de stad ingenomen was. Twee uur later kwam de burgemeester van Belgrado aan bij de ambassade en gaf de stad over aan Klingenberg. De volgende dag arriveerde een voldoende grote troepenmacht om de stad te bezetten. Voor de verovering van Belgrado ontving Klingenberg het Ridderkruis.
Na de inname van Belgrado werd de divisie overgeplaatst naar bezet Polen om deel te nemen aan de invasie van de Sovjet-Unie. Gedurende de invasie vocht Das Reich met Heeresgruppe Mitte, en nam deel aan de slag om Yelnya en in operatie Typhoon in een poging om Moskou te veroveren. De oorlog in de Sovjet-Unie verliep goed maar de verliezen waren erg groot, Das Reich verloor 60 % van zijn kracht en moest dan nog deelnemen en de slag om Moskou, waar zij volledig vernietigd werd. Van het regiment Der Führer (ook deel van de 2de SS-Panzer Divisie) waren nog 35 mannen over van de 2000 die begonnen waren aan de invasie in juni. Toen de hoofdstad in zicht was moest de divisie terugtrekken door een sterk tegenoffensief, grote verliezen en erbarmelijk weer.

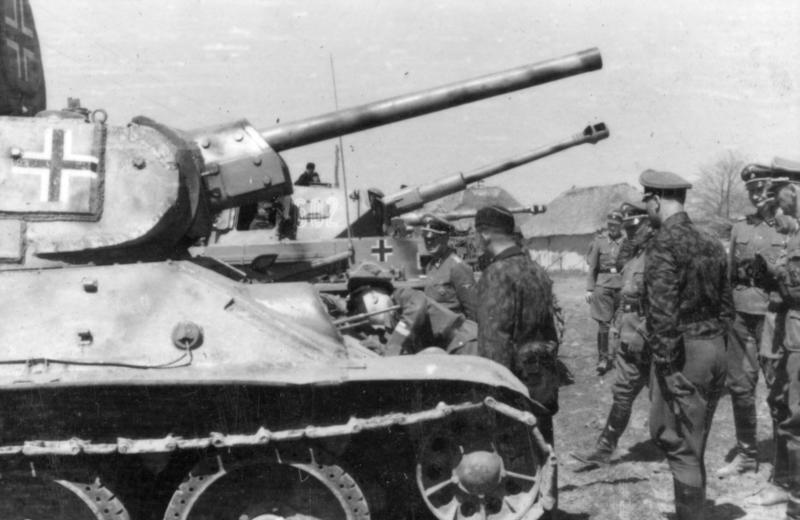
Das Reich maakte genoeg T-34s buit om het III/Battalion SS Panzer Regiment 2 te vormen

### 1942: Rust en herstel
Na een periode van grote verliezen voor de divisie, werd Das Reich teruggetrokken uit de strijd en naar Frankrijk gezonden om aangepast te worden tot een Panzergrenadier-Division. Een deel van de divisie werd achtergelaten in het Oosten, waar ze Kampfgruppe Ostendorff vormden. Ostendorff voegde zich met zijn eenheid in juni 1942 weer bij de divisie.
In november 1942 namen onderdelen van de divisie deel aan een poging tot het voorkomen van het zinken van de Franse vloot in Toulon. Kort na deze operatie werd de divisie weer hernoemd; dit keer tot SS-Panzergrenadier-Division Das Reich.

### 1943: Terug naar het oostfront

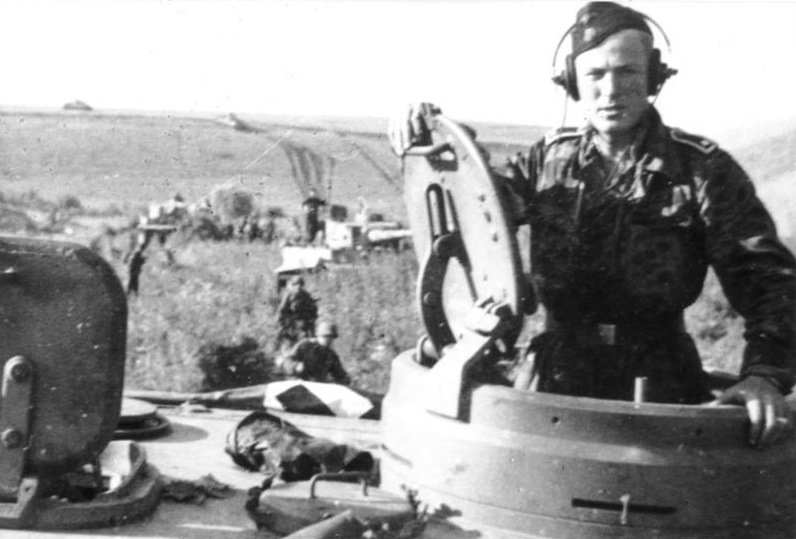
Das Reich Tiger tanks, Koersk 1943

In het begin van 1943 werd Das Reich overgeplaatst naar het Oostfront waar het hielp met de moeizame voortgang van het middenfront bij Kharkov. Na geholpen hebben de stad terug te nemen, werd de divisie samen met vele andere geworpen in de grote aanval op Koersk, een grote uitstulping in de Duits-Sovjet frontlijn. Das Reich viel aan ten noordoosten van de stad en rukte 64 kilometer op in een poging om de stad te omcirkelen maar werd wat later teruggeroepen toen de slag werd afgelast.
Na kortstondig vechten werd Das Reich weer hervormd, dit keer tot SS Panzer Division Das Reich. Hierdoor bleef een deel van de divisie aan het Oostfront, vanaf nu Kampfgruppe Das Reich of Kampfgruppe Lammerding genoemd. De rest van de divisie werd overgeplaatst naar het westen om te recupereren en nam terwijl deel aan operaties tegen het Frans verzet.
In de winter van 43 - 44 werden Duitse troepen weer omsingeld bij een groot Sovjet-tegenoffensief in het midden van het front. Kamfgruppe Das Reich was daar een van en kon door een aanval van II SS Panzer Corps ontsnappen. In februari 1944 werd de Kampfgruppe overgeplaatst naar Frankrijk. Het kleine deel van Das Reich dat nog bleef werd hernoemd tot Kampfgruppe Weidinger en nam deel aan de terugtrekkingen bij Chmelnytsky en Ternopil. Het gros van de divisie was gestationeerd in de Zuid-Franse stad Montauban ten noorden van Toulouse, waar het nieuwe uitrusting kreeg en met vers getrainde troepen aangevuld werd.

### Slag om Normandië en de gevechten in het Westen
Toen Das Reich overgeplaatst werd naar Normandië werden ze twee weken vertraagd door een georganiseerd programma van sabotage door de Britse geheime dienst in samenwerking met het Frans verzet. De vertraging was belangrijk voor het succes van de vooruitgang na D-Day.
Na D-Day werd Das Reich bevolen de geallieerden tegen te houden, wat geprobeerd werd in Caen en Saint-Lô samen met de 12de SS Panzer Divisie Hitlerjugend en de elite Panzer-Lehr-Division. De tankcommandant van Das Reich werd bekend voor de schepping van de Barkmann's hoek, waarmee hij talrijke Amerikaanse tanks vernietigde in gevechten bij korte afstand. De divisie heroverde Mortain, maar moest terugtrekken toen zij dreigde omsingeld te worden samen met andere troepen in de zak van Falaise. Dankzij de inspanningen van Das Reich en de 9de SS Divisie Hohenstaufen konden veel Duitse troepen uit de val ontsnappen en terugtrekken naar het oosten.

### 1945: Het einde
Teruggetrokken uit het offensief, werd Das Reich overgeplaatst in Duitsland om te herstellen en deel te nemen aan het laatste Duitse offensief van de oorlog in Hongarije, Operatie Frühlingserwachen, in een poging om de belegering van Boedapest te breken. Dit offensief werd ook gestopt, en Das Reich besteedde de rest van de oorlog in min of meer verdedigende terugtocht van Dresden, naar Praag en uiteindelijk Wenen. Op het einde slaagde het grootste deel van de divisie te ontsnappen naar het westen om zich over te geven aan de Amerikanen in mei 1945.

### Bekroningen en verwezenlijkingen
Het 2. SS-Panzer-Division Das Reich werd geëerd met 69 Ridderkruis en 151 Duitse kruisen (in goud). Het had ook drie Zwaarden en tien Eikenbladen onder de ontvangers van Ridderkruisen. Opgeteld dienden meer hoog onderscheiden winnaars in de divisie dan in enige andere divisie in de Waffen-SS.
Zijn tankregiment (2. SS-Panzer) verzamelde twintig Ridderkruisen en zeventien Duitse kruisen in goud gedurende 111 weken in gevecht en vernietigde 1730 tanks en aanvalskanonnen met het verlies van vijfhonderd tanks.
Hoewel de divisie de succesvolste was, was zij ook de een van de gruwelijkste divisies van de gewapende tak van de SS en leed zij grote verliezen.

## Oorlogsmisdaden

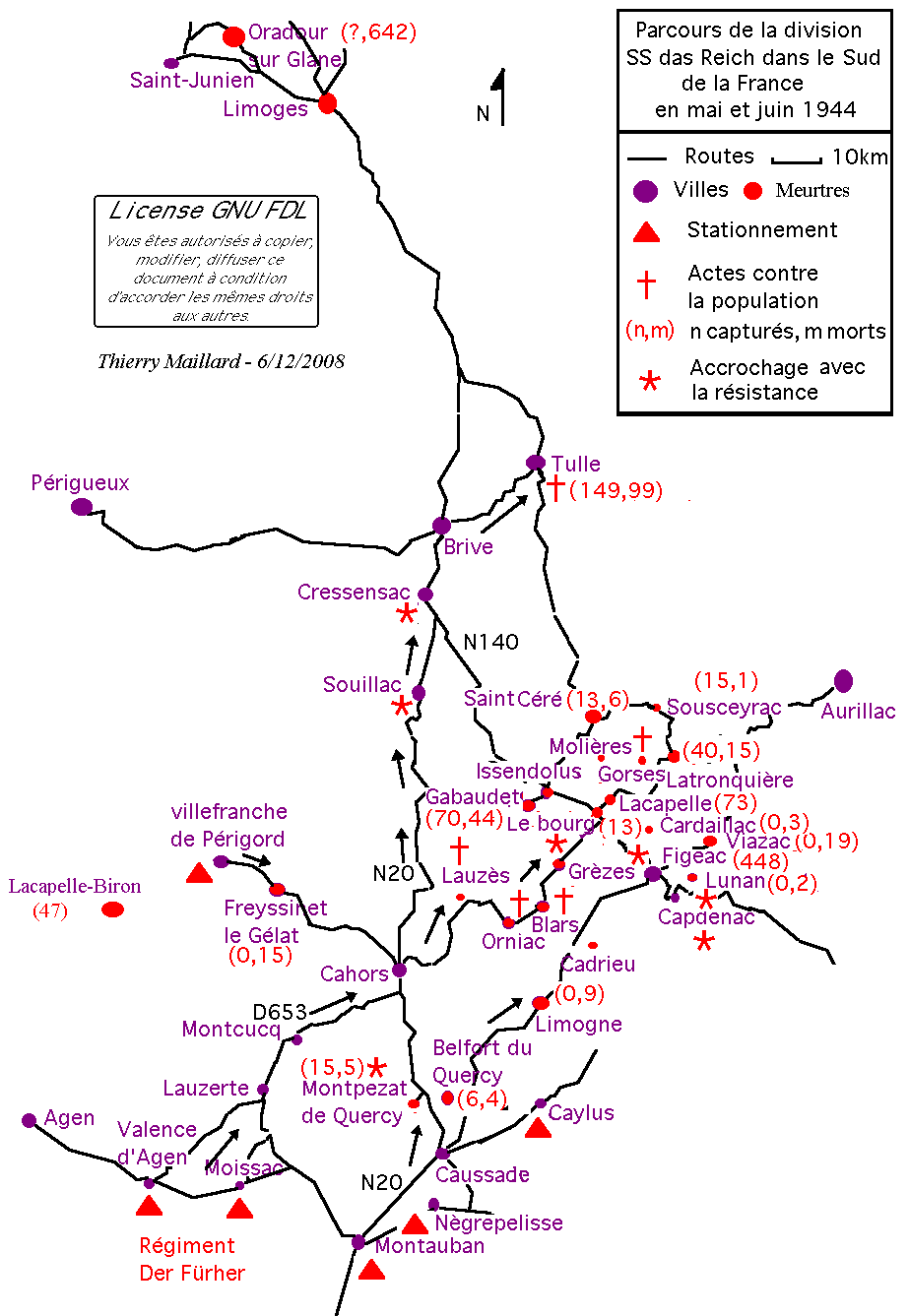
Parcours van het 2. SS-Panzer-Division Das Reich in het zuiden van Frankrijk in mei en juni 1944.
Rode kruisen zijn aanvallen op de lokale burgers. Het eerste getal betekent het aantal mensen die zijn opgepakt (later dan bijna altijd geëxecuteerd of gedeporteerd). Het tweede getal direct geëxecuteerde burgers. Sterretjes zijn incidenten met het verzet, rode driehoeken stationering van de divisie en rode bollen afschrikmoordpartijen. De blauwe bollen zijn de steden in het gebied.

In het zuiden van Frankrijk richtten onderdelen van de divisie verschillende moordpartijen aan. Ze vermoordden meer dan achthonderd burgers in een tijdsbestek van nog geen twee maanden. De bekendste voorbeelden zijn het Bloedbad van Oradour-sur-Glane en het Bloedbad van Tulle. Op 8 juni 1944 richtte een regiment van de divisie een bloedbad aan bij het landbouwdomein Gabaudet (gemeente Issendolus), een verzamelplaats voor partizanen. Zij doodden er 44 personen en 70 anderen werden gevangen genomen en vervolgens weggevoerd naar Dachau.

## Commandanten
| Naam                      | Rang                   | Begin            | Eind             |
| ------------------------- | ---------------------- | ---------------- | ---------------- |
| Paul Hausser              | SS-Obergruppenführer   | 19 oktober 1939  | 14 oktober 1941  |
| Wilhelm Bittrich          | SS-Brigadeführer       | 14 oktober 1941  | 31 december 1941 |
| Matthias Kleinheisterkamp | SS-Brigadeführer       | 31 december 1941 | 19 april 1942    |
| Georg Keppler             | SS-Gruppenführer       | 19 april 1942    | 10 februari 1943 |
| Herbert-Ernst Vahl        | SS-Brigadeführer       | 10 februari 1943 | 18 maart 1943    |
| Kurt Brasack              | SS-Standartenführer    | 18 maart 1943    | 29 maart 1943    |
| Walter Krüger             | SS-Gruppenführer       | 29 maart 1943    | 23 oktober 1943  |
| Heinz Lammerding          | SS-Brigadeführer       | 23 oktober 1943  | 24 juli 1944     |
| Christian Tychsen         | SS-Obersturmbannführer | 24 juli 1944     | 28 juli 1944     |
| Otto Baum                 | SS-Oberführer          | 28 juli 1944     | 23 oktober 1944  |
| Heinz Lammerding          | SS-Brigadeführer       | 23 oktober 1944  | 20 januari 1945  |
| Karl Kreutz               | SS-Standartenführer    | 20 januari 1945  | 29 januari 1945  |
| Werner Ostendorff         | SS-Gruppenführer       | 29 januari 1945  | 9 maart 1945     |
| Rudolf Lehmann            | SS-Standartenführer    | 9 maart 1945     | 13 april 1945    |
| Karl Kreutz               | SS-Standartenführer    | 13 april 1945    | 8 mei 1945       |

## Samenstelling
- SS-Panzer-Regiment 2 „Das Reich“
- SS-Panzergrenadier-Regiment 3 „Deutschland“
- SS-Panzergrenadier-Regiment 4 „Der Führer“
- SS-Infanterie-Regiment (gemotoriseerd) „Langemarck“
- SS-Panzer-Artillerie Regiment 2
  - SS-Flak-Artillerie-Abteilung 2
  - SS-Sturmgeschütz-Abteilung 2
  - SS-Nebelwerfer-Abteilung 2
  - SS-Panzer-Aufklärungs-Abteilung 2
  - SS-Panzerjäger-Abteilung 2
  - SS-Panzer-Pionier-Bataillon 2
  - SS-Panzer-Nachrichten-Abteilung 2
  - SS-Versorgungs-Einheiten 2